# Zwemmen op de Olympische Zomerspelen 2024 – 200 meter vlinderslag mannen
De 200 meter vlinderslag mannen op de Olympische Zomerspelen 2024 vond plaats op 30 en 31 juli 2024 in de Paris La Défense Arena. Regerend olympisch kampioen was Kristóf Milák uit Hongarije.

## Records
Voorafgaand aan het toernooi waren dit het wereldrecord en het olympisch record
| Wereldrecord     | Kristóf Milák  | 1.50,73 | Gwangju | 24 juli 2019     |
| Olympisch record | Michael Phelps | 1.52,03 | Peking  | 13 augustus 2008 |

## Uitslagen
De zestien snelste zwemmers in de series kwalificeerden zich voor de halve finales, de snelste acht in de halve finales gingen door naar de finale.

### Series
| Rang | Serie | Baan | Naam                  | Land                        | Tijd    | Bijz. |
| ---- | ----- | ---- | --------------------- | --------------------------- | ------- | ----- |
| 1    | 3     | 4    | Kristóf Milák         | Hongarije                   | 1.53,92 | Q     |
| 2    | 2     | 5    | Ilya Kharun           | Canada                      | 1.54,06 | Q     |
| 3    | 3     | 6    | Noè Ponti             | Zwitserland                 | 1.54,77 | Q     |
| 4    | 4     | 2    | Alberto Razzetti      | Italië                      | 1.54,78 | Q     |
| 5    | 3     | 2    | Martin Espernberger   | Oostenrijk                  | 1.55,19 | Q     |
| 6    | 4     | 4    | Léon Marchand         | Frankrijk                   | 1.55,26 | Q     |
| 7    | 2     | 2    | Michal Chmielewski    | Polen                       | 1.55,28 | Q     |
| 8    | 2     | 3    | Wang Kuan-hung        | Chinees Taipei              | 1.55,32 | Q     |
| 9    | 4     | 5    | Krzysztof Chmielewski | Polen                       | 1.55,42 | Q     |
| 10   | 2     | 1    | Kregor Zirk           | Estland                     | 1.55,52 | Q     |
| 11   | 3     | 5    | Thomas Heilman        | Verenigde Staten            | 1.55,74 | Q     |
| 12   | 3     | 3    | Giacomo Carini        | Italië                      | 1.55,81 | Q     |
| 13   | 4     | 3    | Genki Terakado        | Japan                       | 1.55,82 | Q     |
| 14   | 3     | 7    | Arbidel González      | Spanje                      | 1.55,86 | Q     |
| 15   | 4     | 7    | Kim Min-seop          | Zuid-Korea                  | 1.56,02 | Q     |
| 16   | 4     | 6    | Richárd Márton        | Hongarije                   | 1.56,03 | Q     |
| 17   | 2     | 6    | Luca Urlando          | Verenigde Staten            | 1.56,18 |       |
| 18   | 4     | 8    | Nicolas Albiero       | Brazilië                    | 1.56,49 |       |
| 19   | 1     | 4    | Petar Petrov Mitsin   | Bulgarije                   | 1.57,03 |       |
| 20   | 2     | 7    | Matthew Sates         | Zuid-Afrika                 | 1.57,04 |       |
| 21   | 2     | 8    | Lewis Clareburt       | Nieuw-Zeeland               | 1.57,12 |       |
| 22   | 2     | 4    | Tomoru Honda          | Japan                       | 1.57,30 |       |
| 23   | 3     | 1    | Matthew Temple        | Australië                   | 1.57,39 |       |
| 24   | 3     | 8    | Denys Kesil           | Oekraïne                    | 1.57,72 |       |
| 25   | 1     | 5    | Ramil Valizada        | Azerbeidzjan                | 1.59,77 |       |
| 26   | 1     | 3    | Matin Balsini         | Olympisch vluchtelingenteam | 2.00,77 |       |
| 27   | 1     | 6    | Gerald Hernández      | Nicaragua                   | 2.06,80 |       |
| —    | 4     | 1    | Niu Guangsheng        | China                       | —       | DNS   |

### Halve finales
| Rang | Serie | Baan | Naam                  | Land             | Tijd    | Bijz. |
| ---- | ----- | ---- | --------------------- | ---------------- | ------- | ----- |
| 1    | 2     | 4    | Kristóf Milák         | Hongarije        | 1.52,72 | Q     |
| 2    | 1     | 3    | Léon Marchand         | Frankrijk        | 1.53,50 | Q     |
| 3    | 1     | 4    | Ilya Kharun           | Canada           | 1.54,01 | Q     |
| 4    | 2     | 5    | Noè Ponti             | Zwitserland      | 1.54,14 | Q     |
| 5    | 1     | 2    | Kregor Zirk           | Estland          | 1.54,22 | Q     |
| 6    | 2     | 2    | Krzysztof Chmielewski | Polen            | 1.54,28 | Q     |
| 7    | 1     | 5    | Alberto Razzetti      | Italië           | 1.54,51 | Q     |
| 8    | 2     | 3    | Martin Espernberger   | Oostenrijk       | 1.54,62 | Q     |
| 9    | 2     | 6    | Michal Chmielewski    | Polen            | 1.54,64 |       |
| 10   | 2     | 7    | Thomas Heilman        | Verenigde Staten | 1.54,87 |       |
| 11   | 1     | 6    | Wang Kuan-hung        | Chinees Taipei   | 1.55,07 |       |
| 12   | 1     | 7    | Giacomo Carini        | Italië           | 1.55,20 |       |
| 13   | 2     | 8    | Kim Min-seop          | Zuid-Korea       | 1.55,22 |       |
| 14   | 1     | 8    | Richard Marton        | Hongarije        | 1.55,93 |       |
| 15   | 2     | 1    | Genki Terakado        | Japan            | 1.56,21 |       |
| 16   | 1     | 1    | Arbidel González      | Spanje           | 1.56,26 |       |

### Finale
| Rang   | Baan | Naam                  | Land        | Tijd    | Bijz.  |
| ------ | ---- | --------------------- | ----------- | ------- | ------ |
| Goud   | 5    | Léon Marchand         | Frankrijk   | 1.51,21 | OR, NR |
| Zilver | 4    | Kristóf Milák         | Hongarije   | 1.51,75 |        |
| Brons  | 3    | Ilya Kharun           | Canada      | 1.52,80 | NR     |
| 4      | 7    | Krzysztof Chmielewski | Polen       | 1.53,90 |        |
| 5      | 6    | Noè Ponti             | Zwitserland | 1.54,14 |        |
| 6      | 8    | Martin Espernberger   | Oostenrijk  | 1.54,17 | NR     |
| 7      | 2    | Kregor Zirk           | Estland     | 1.54,55 |        |
| 8      | 1    | Alberto Razzetti      | Italië      | 1.54,85 |        |